# Antsirabe
Pour les articles homonymes, voir District d'Antsirabe.
Antsirabe est une commune urbaine des Hautes Terres de Madagascar, chef-lieu de la région du Vakinankaratra, dans le centre de l'île. Il s'agit de la troisième ville de Madagascar, avec une population s'élevant en 2021 à 265 018 habitants.

## Toponymie
Antsirabe signifie ttéralement en malgache « là où il y a beaucoup de sel » (an locatif, sira "sel", be "grand" ou "beaucoup"). Cela fait sans doute allusion à la qualité des sols et des eaux de la ville qui sont très riches en sels minéraux eu égard à leur nature volcanique. 
Antsirabe est aussi nommé « ville d'eau  ».

## Géographie
Elle est située à 1 500 m d'altitude dans une cuvette entourée de volcans à 167 km au sud de la capitale Antananarivo. Elle possède le climat le plus frais de Madagascar. En hiver, la température peut descendre jusqu'à 0 °C.
Antsirabe est surnommée la « Vichy malgache » (Visy Gasy) à cause des nombreuses sources d'eau thermale ou minérale encore exploitées aujourd'hui. 
Le lac Rano-Maimbo se situe en centre-ville, mais est constamment recouvert d'algues dont la prolifération est dû au niveau élevé de pollution de ses eaux, puisque les eaux usées de la ville y sont déversées. D'autres lacs d'origines volcaniques comme ceux d'Andraikiba et Tritriva, se trouvent dans les environs, à respectivement à 7 et 17 km d'Antsirabe.
Le mont Ibity (2 254 m) est situé à 30 km au sud de la ville.

## Histoire
La ville a été fondée par le missionnaire luthérien norvégien T.G. Rosaas (1841-1913) en 1872 en tant que station de montagne, pour servir de centre de retraite, en raison du climat beaucoup plus frais,. Les thermes ont été ouverts en 1917.
Les sources d'eau thermale et leurs vertus ont été découvertes selon certains par T.G. Rosaas lui-même, selon d'autres, en 1900, par le capitaine Roland Cadet (1861-1934), y ont attiré des personnages illustres. Les souverains[Lesquels ?] eux-mêmes venaient y soigner leurs rhumatismes.
La sultan du Maroc Mohammed V et sa famille, dont son fils, le futur roi Hassan II, y furent exilés de janvier 1954 à novembre 1955. 
Le maire d'Antsirabe est Paul Razanakolona depuis octobre 2015.

## Politique et administration
Elle est le chef-lieu de la région Vakinankaratra ainsi que du district d'Antsirabe I, qui correspond à la ville et est enclavé dans le district d'Antsirabe II.
La ville d'Antsirabe est composée de deux arrondissements administratifs. Elle regroupe soixante fokontany (la collectivité administrative de base).

## Économie
Possédant un sol volcanique très riche, la région d'Antsirabe constitue l'une des régions les plus productives de l'île. Cette caractéristique géologique particulière lui offre une potentialité incomparable en termes de production de matières premières et a favorisé l'implantation dans cette zone de diverses unités agro-industrielles de transformation.  
La ville d'Antsirabe est devenue aujourd'hui l'un des plus importants centres industriel du pays, avec en particulier le groupe COTONA (La Cotonnière d'Antsirabe) qui est la plus importante entreprise textile de l'île, employant environ 4 000 personnes depuis la fibre de coton, le tissage, la teinture et la fabrication des vêtements. La COTONA fut fondée par Aziz Hassam Ismail qui créa ensuite Unima, entreprise de pêche à la crevette dirigée aujourd'hui par son fils Amyne H. Ismail ; d'autres entreprises comme Aquarelle Clothing (groupe mauricien) et Les Moulins de Madagascar s'y sont installées (la minoterie est située à Andranomanelatra, à 15 km d'Antsirabe). L'une des principales usines du groupe Star, qui produit des boissons diverses et de la bière, dont la Three Horses Beer (THB), est implantée à Antsirabe.
Antsirabe est aussi la capitale des pousse-pousse. Elle en compte le plus grand nombre par habitant parmi toutes les villes du pays.

## Transport
La ville est reliée à la capitale Antananarivo par la route nationale 7, par le train géré par Madarail, le Trans Lémurie Express, et par le transport aérien avec l’Aérodrome d'Antsirabe.

## Lieux de culte
Parmi les lieux de culte, il y a principalement des églises et des temples chrétiens : Église de Jésus-Christ à Madagascar (Communion mondiale d'Églises réformées), Église luthérienne malgache (Fédération luthérienne mondiale), Assemblées de Dieu, Association des églises bibliques baptistes de Madagascar (Alliance baptiste mondiale), Cathédrale Notre-Dame-de-la-Salette (en) siège du diocèse d’Antsirabe (Église catholique) . Il y a aussi des mosquées musulmanes.

## Personnalités liées
- Charles Ravoajanahary intellectuel et homme politique malgache y est décédé en 1996
- Amyne H. Ismail, dirigeant d'Unima, y est né
- Mohammed V, roi du Maroc (1957-1961), y est exilé de janvier 1954 à novembre 1955
- Andry Rajoelina (1974-), homme politique franco-malgache.

## Jumelages
- Stavanger (Norvège)[10]
- Montluçon (France)[11],[12]
- Levallois-Perret (France)
- Vacoas-Phoenix (Maurice)[13]

## Galerie

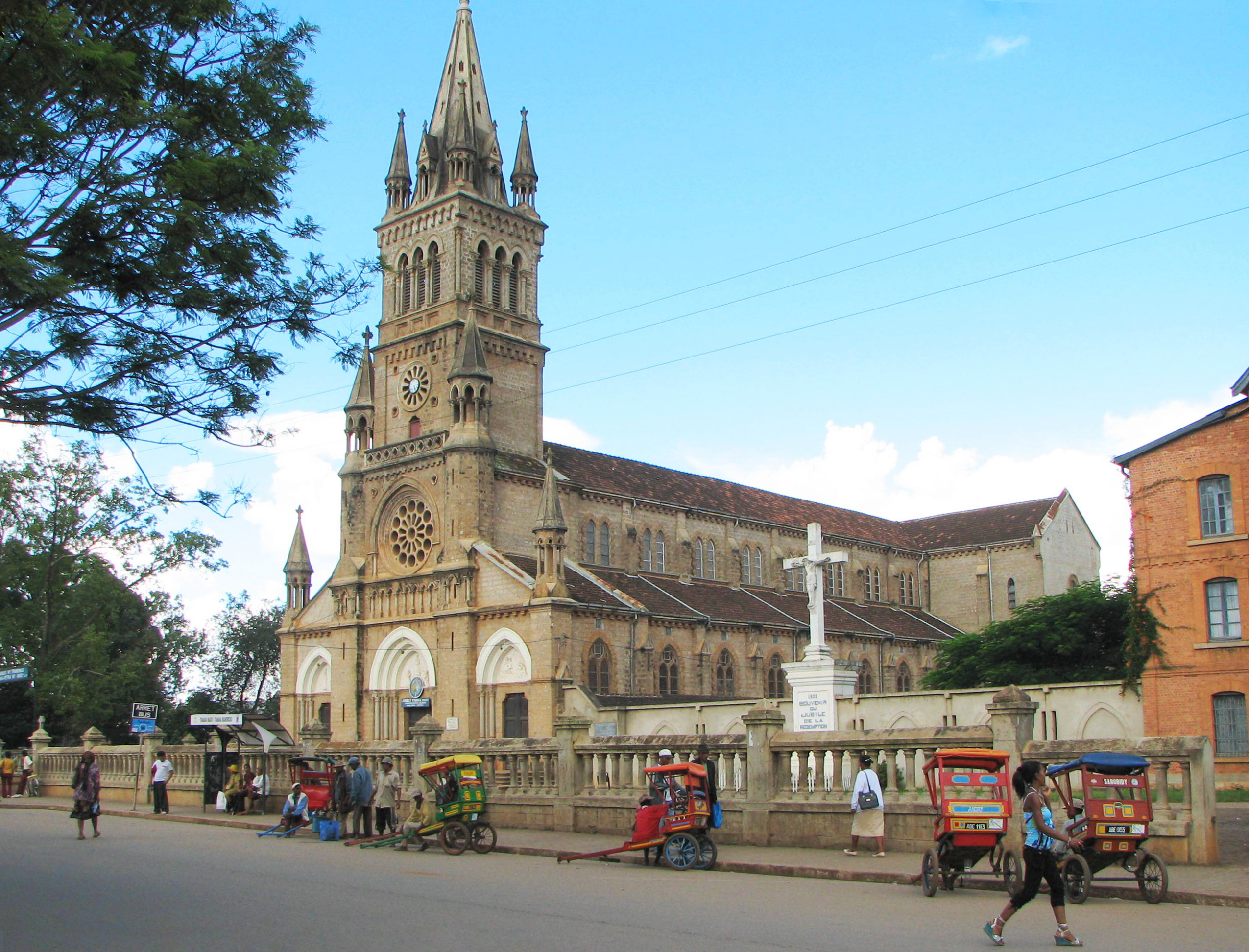
La cathédrale.
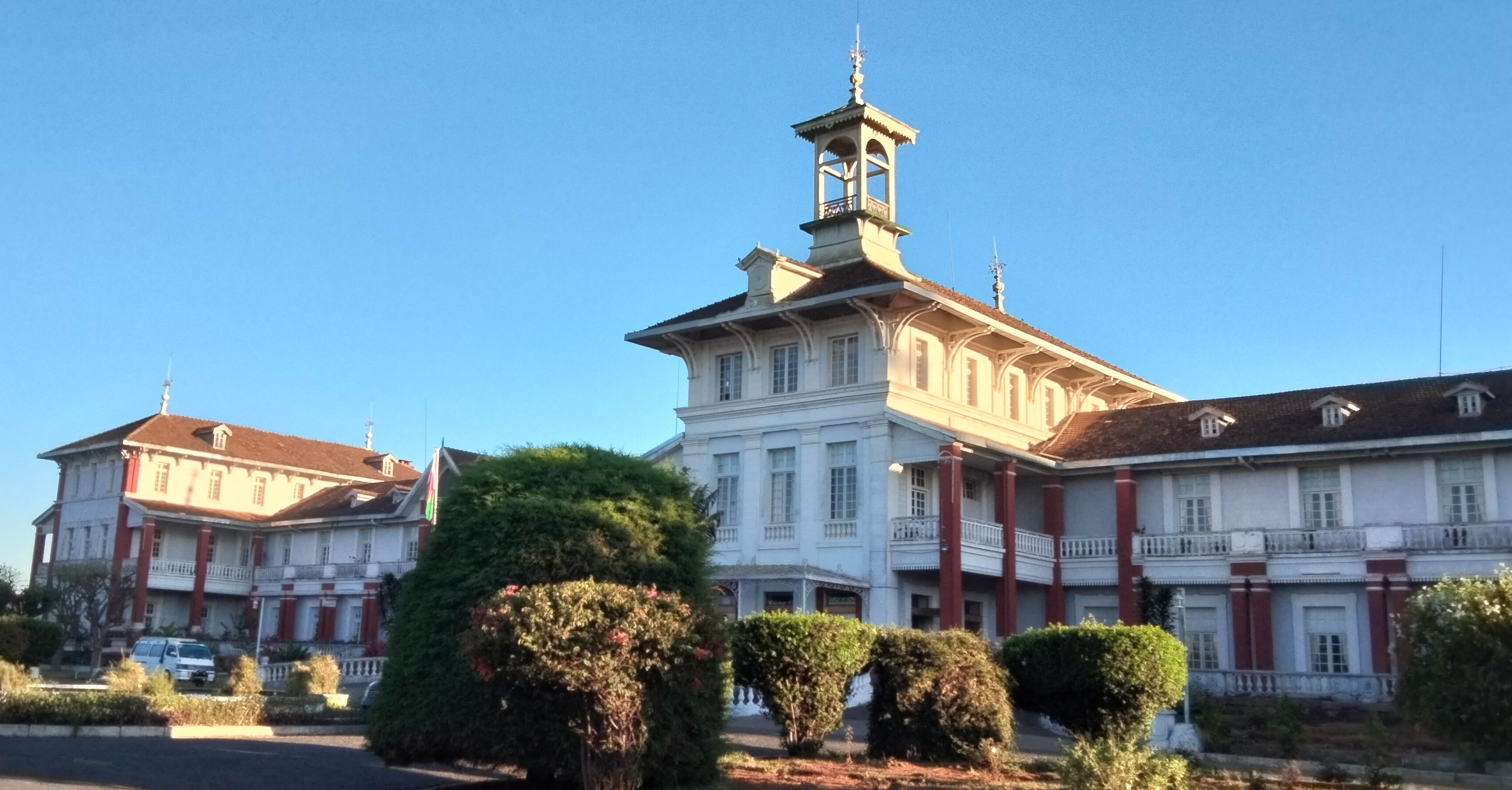
Hôtel des Thermes.
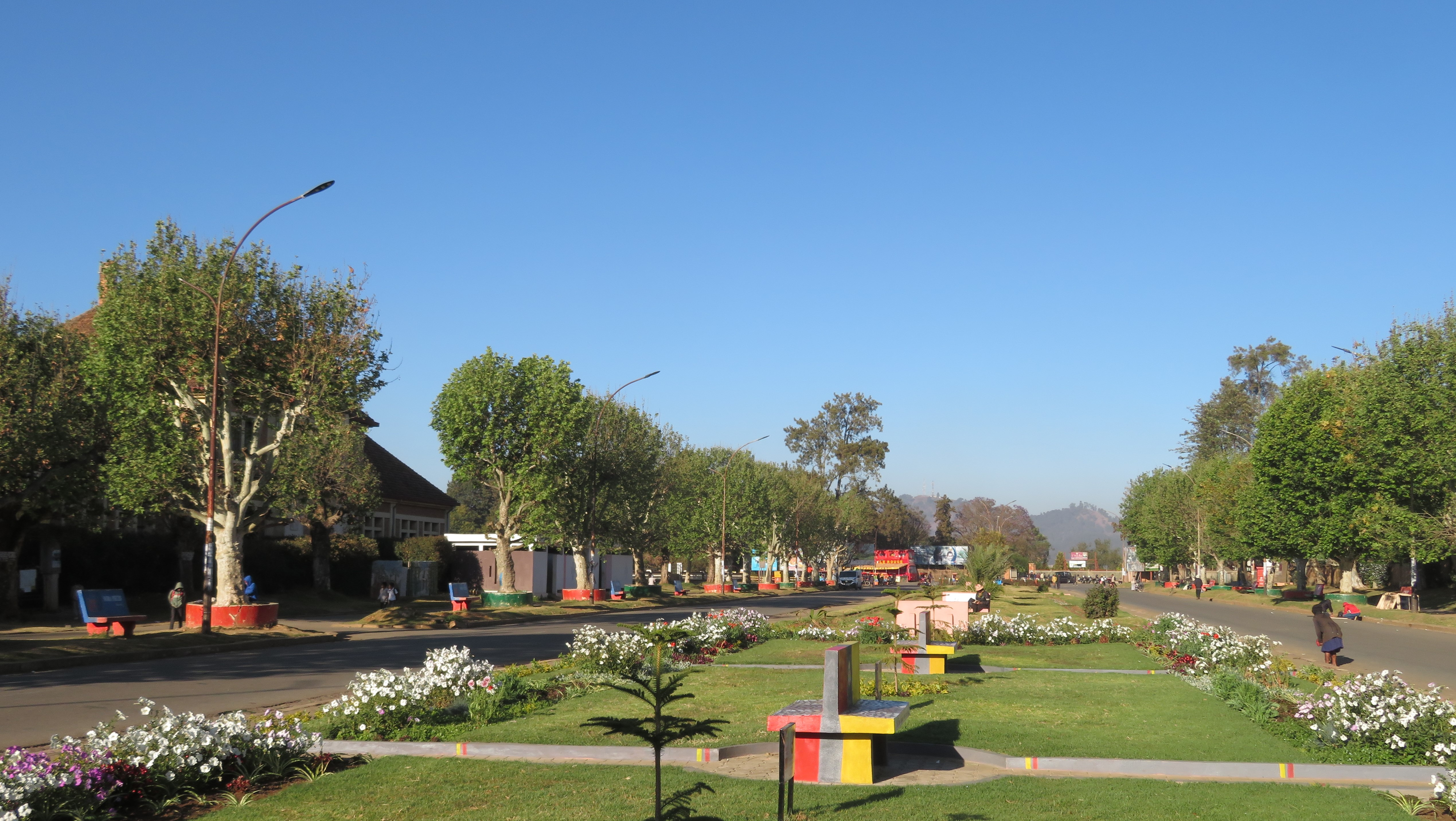
Avenue de l'lndépendance.
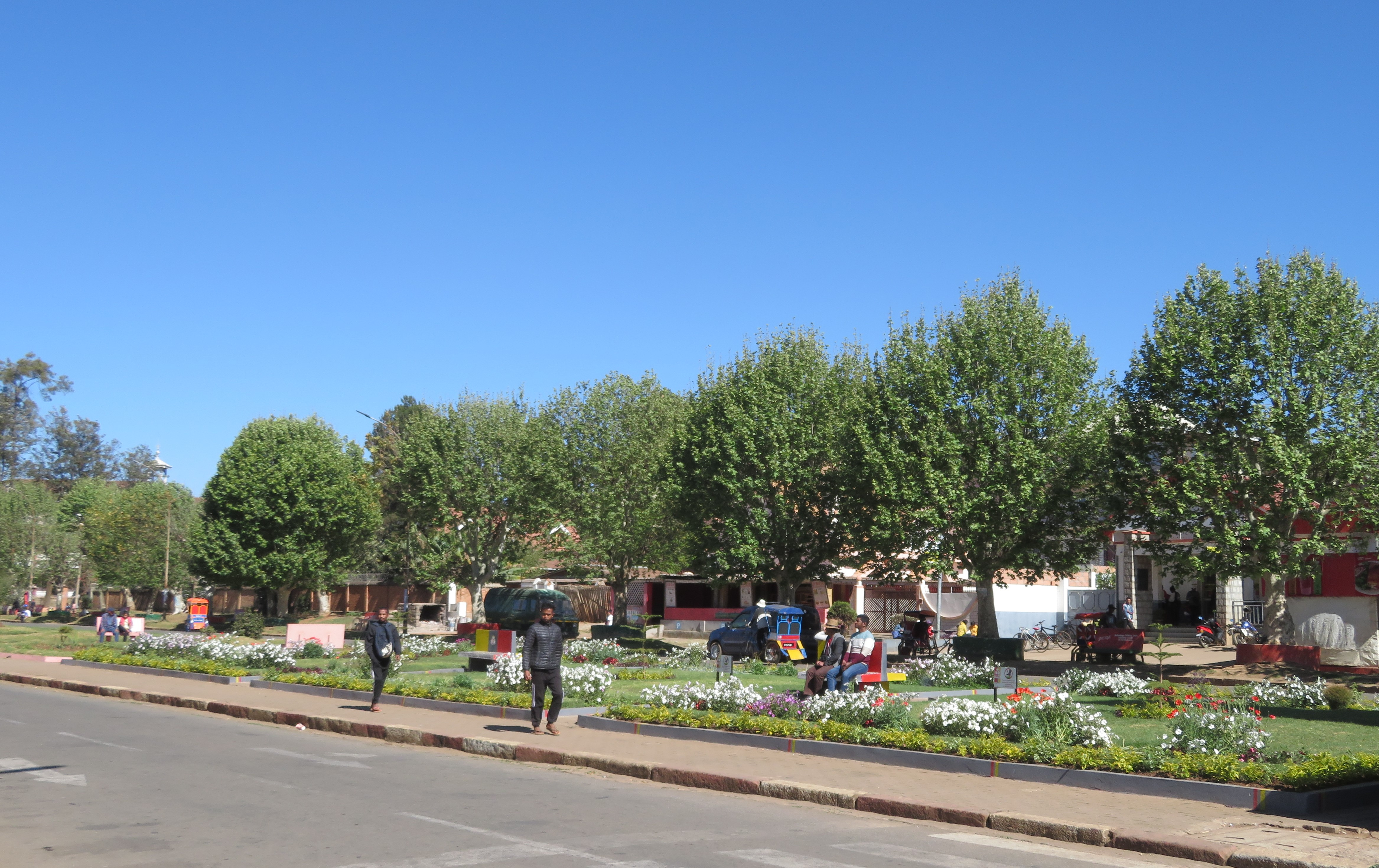
Avenue de l'Indépendance.
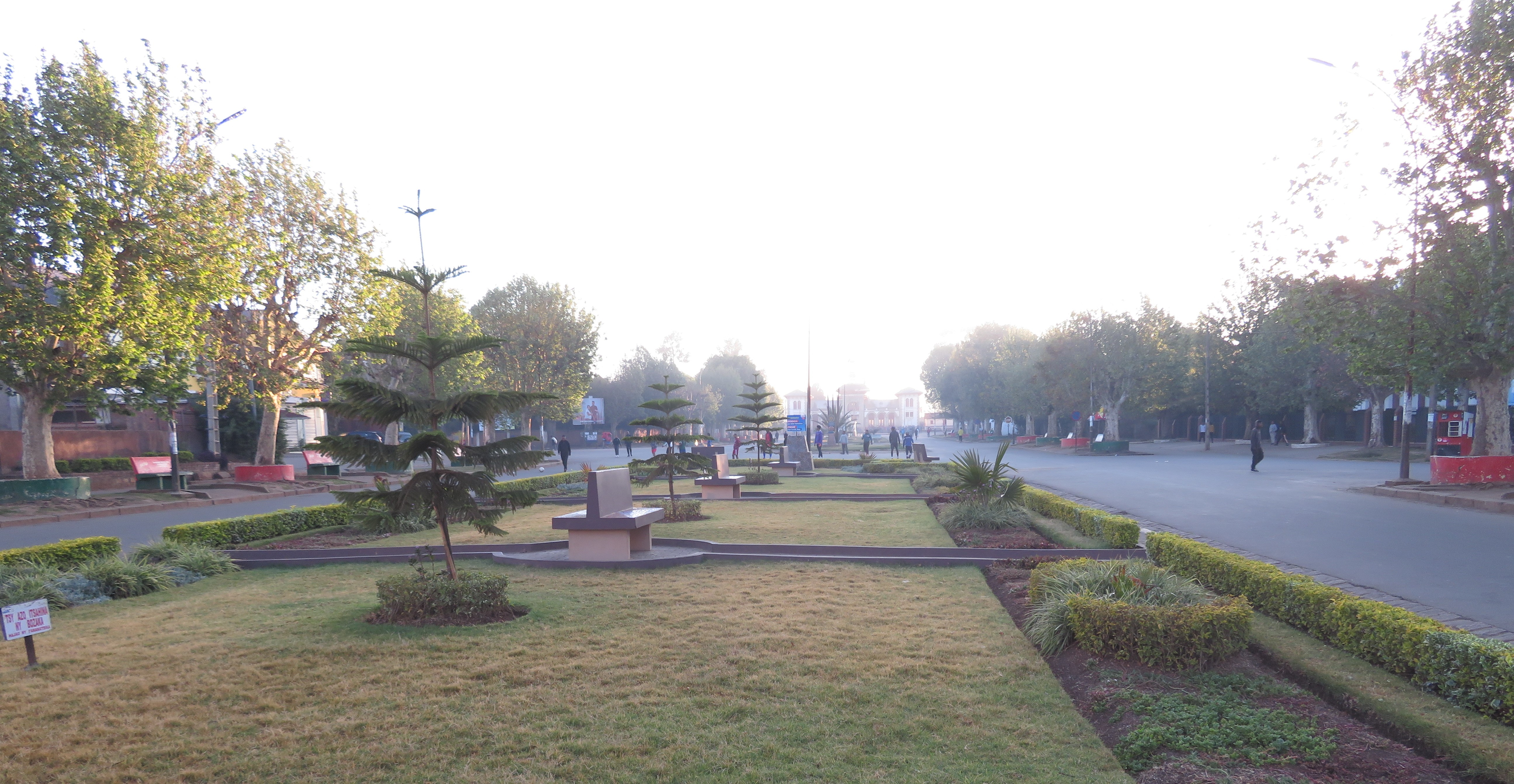
Avenue de le'Indépendance et la gare.
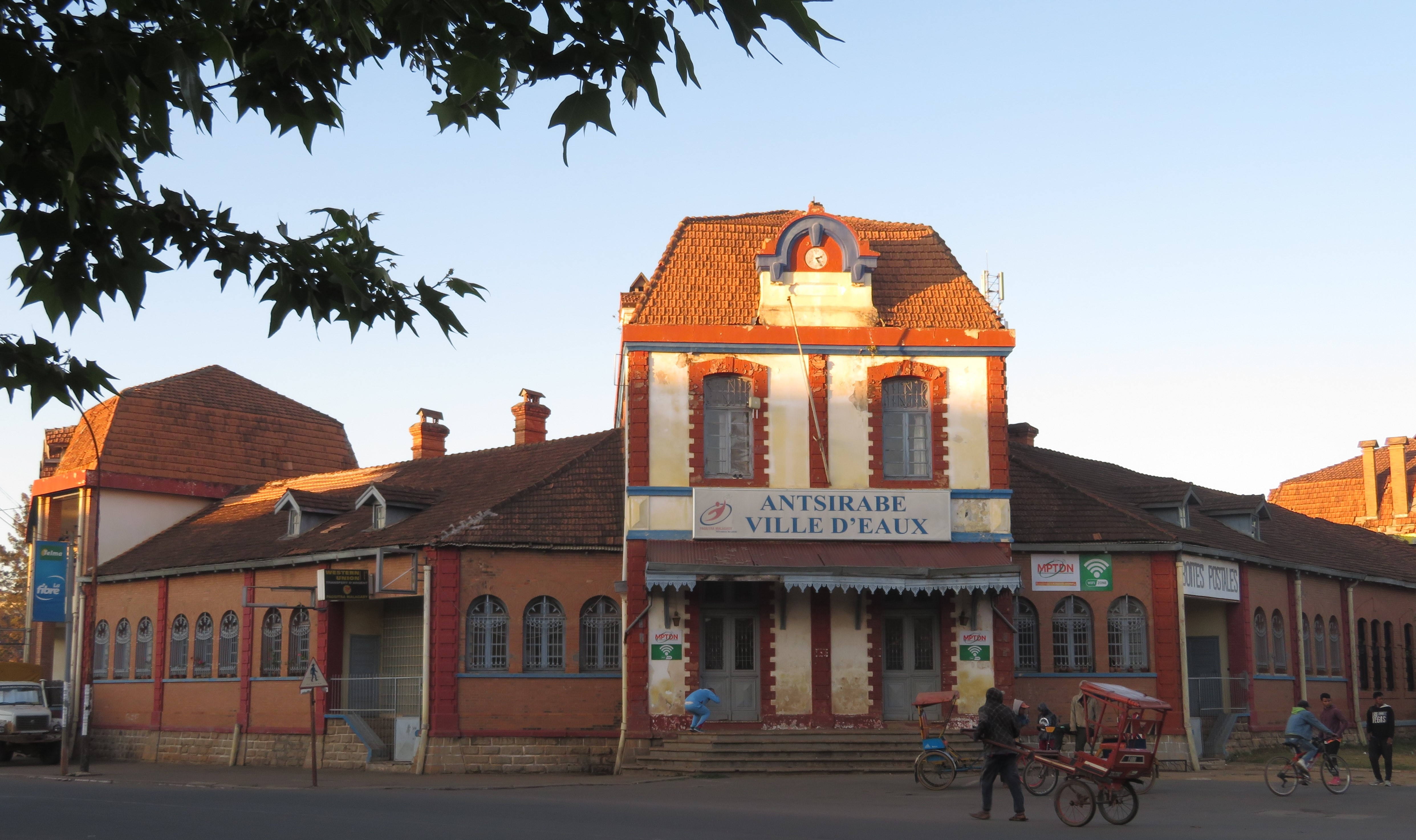
Bureau de poste.
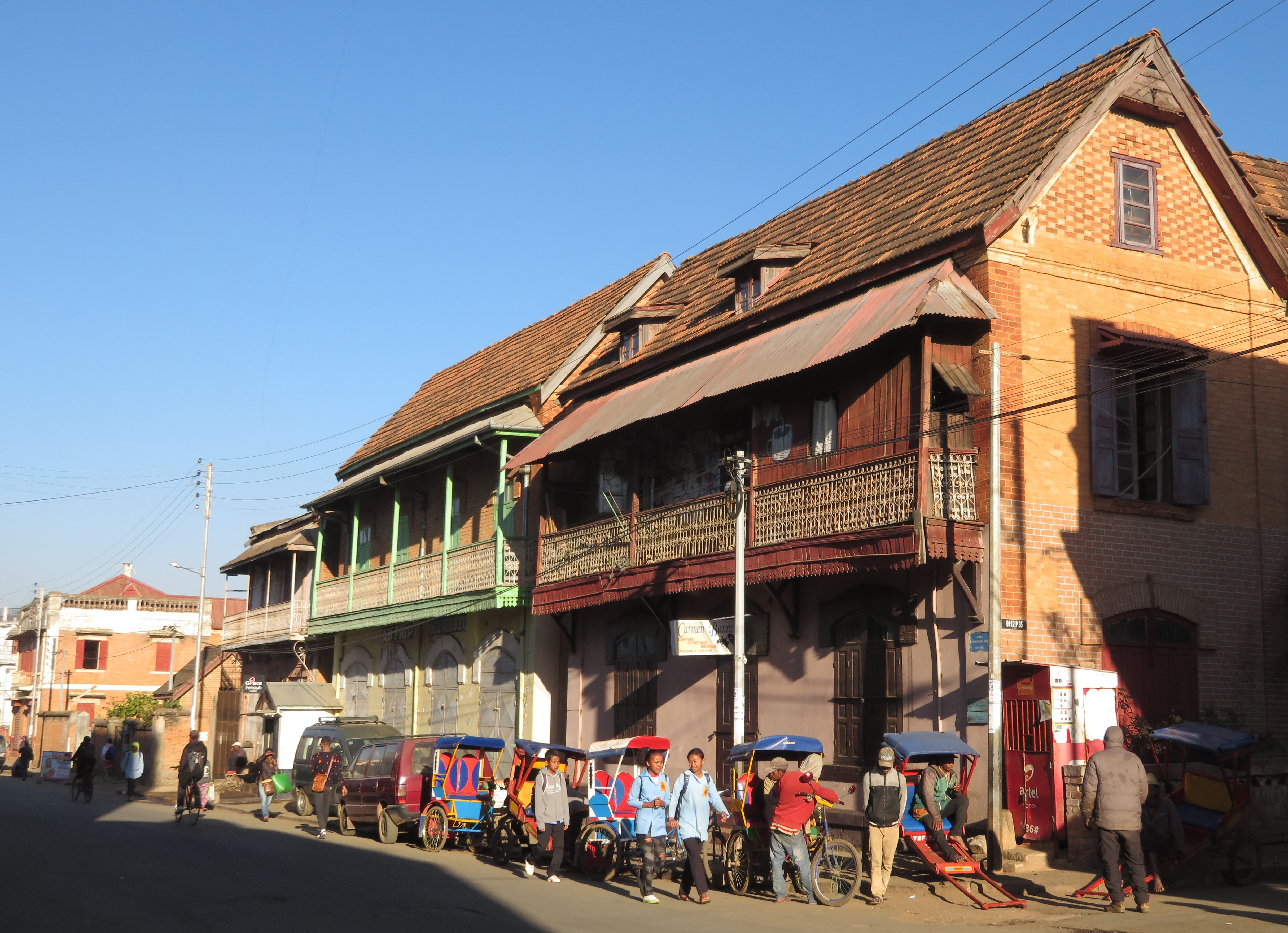
Architecture coloniale.
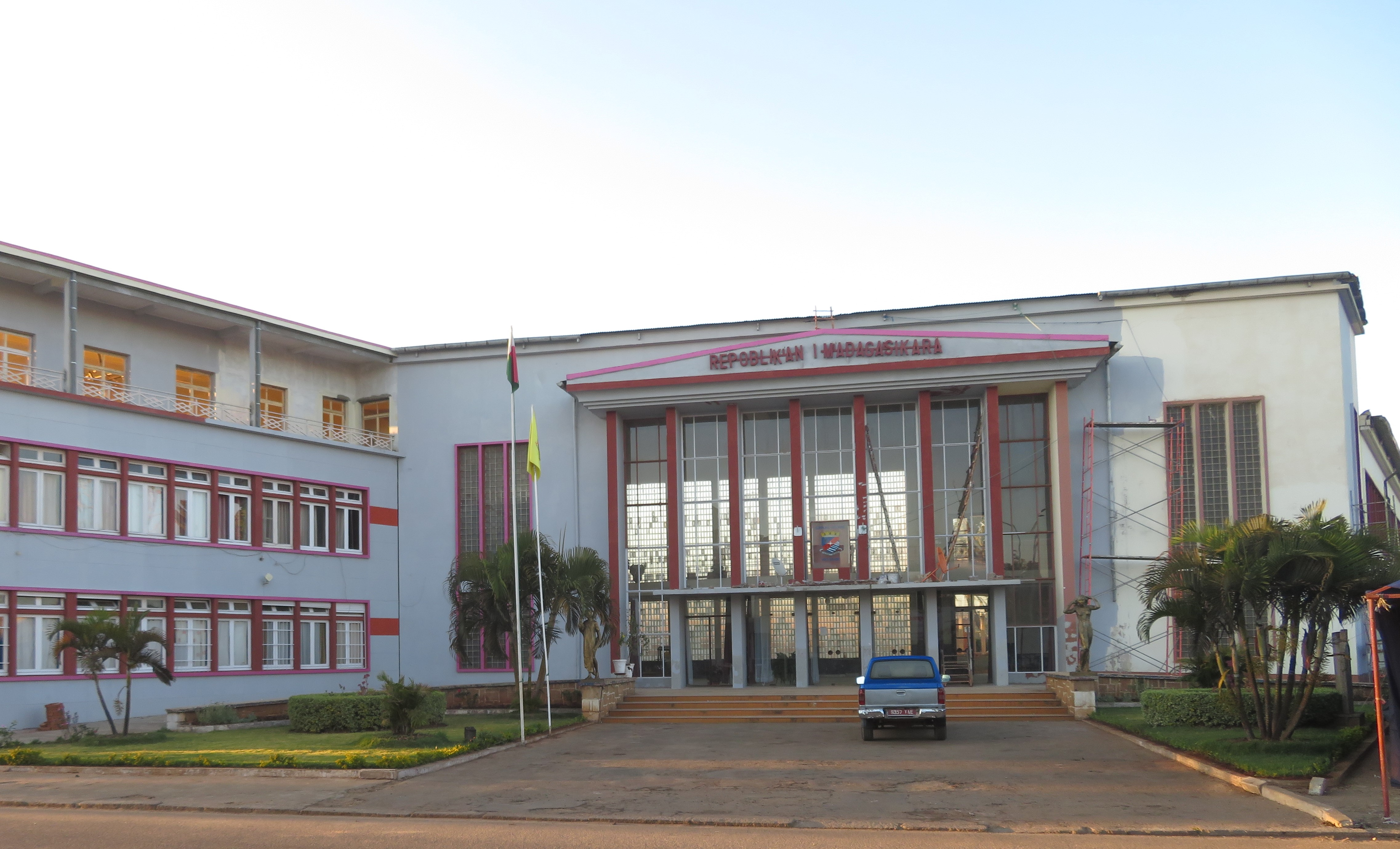
L'Hôtel de Ville.
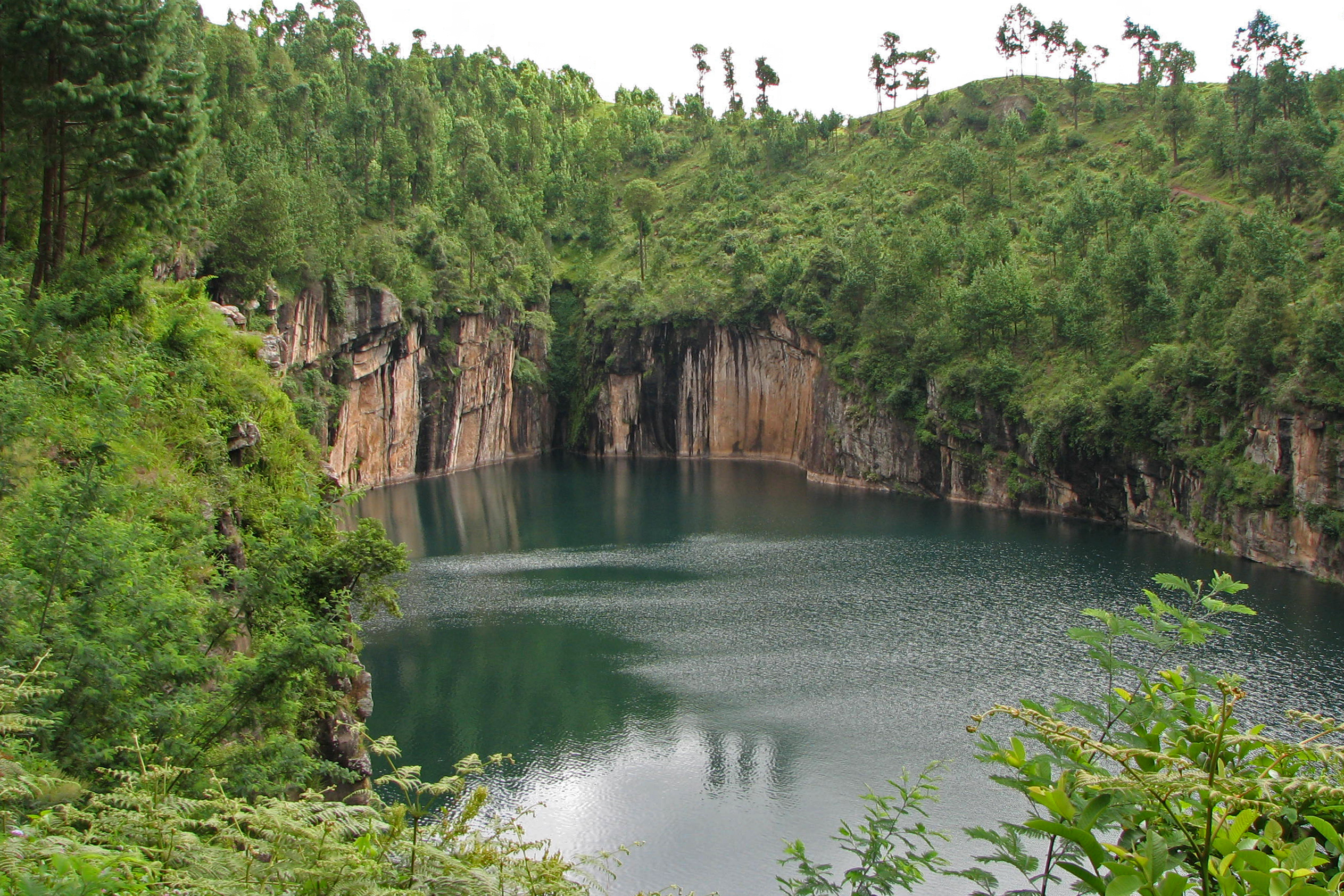
Le lac Tritriva.
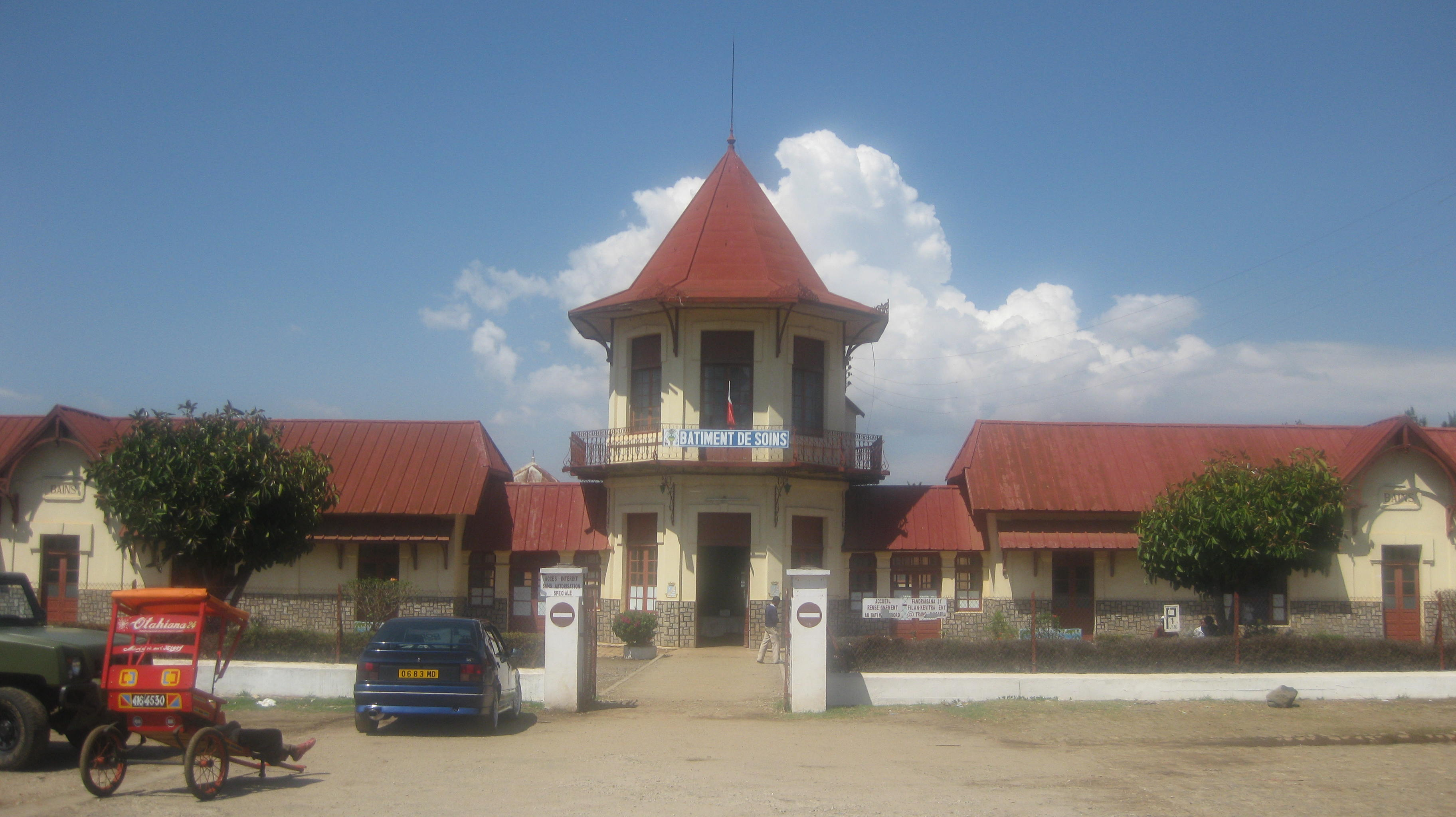
Le centre thermal d'Antsirabe.
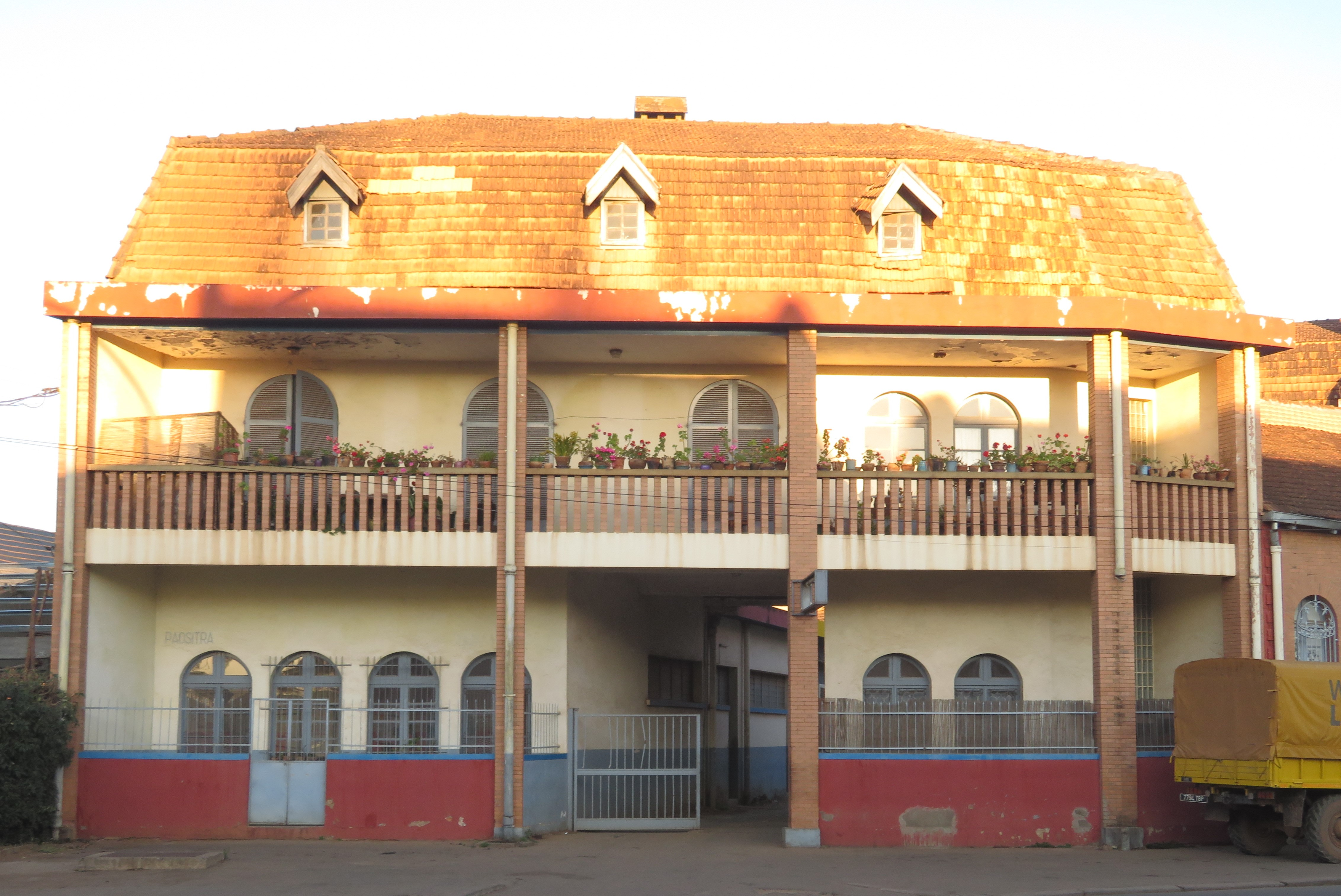
Architecture coloniale.
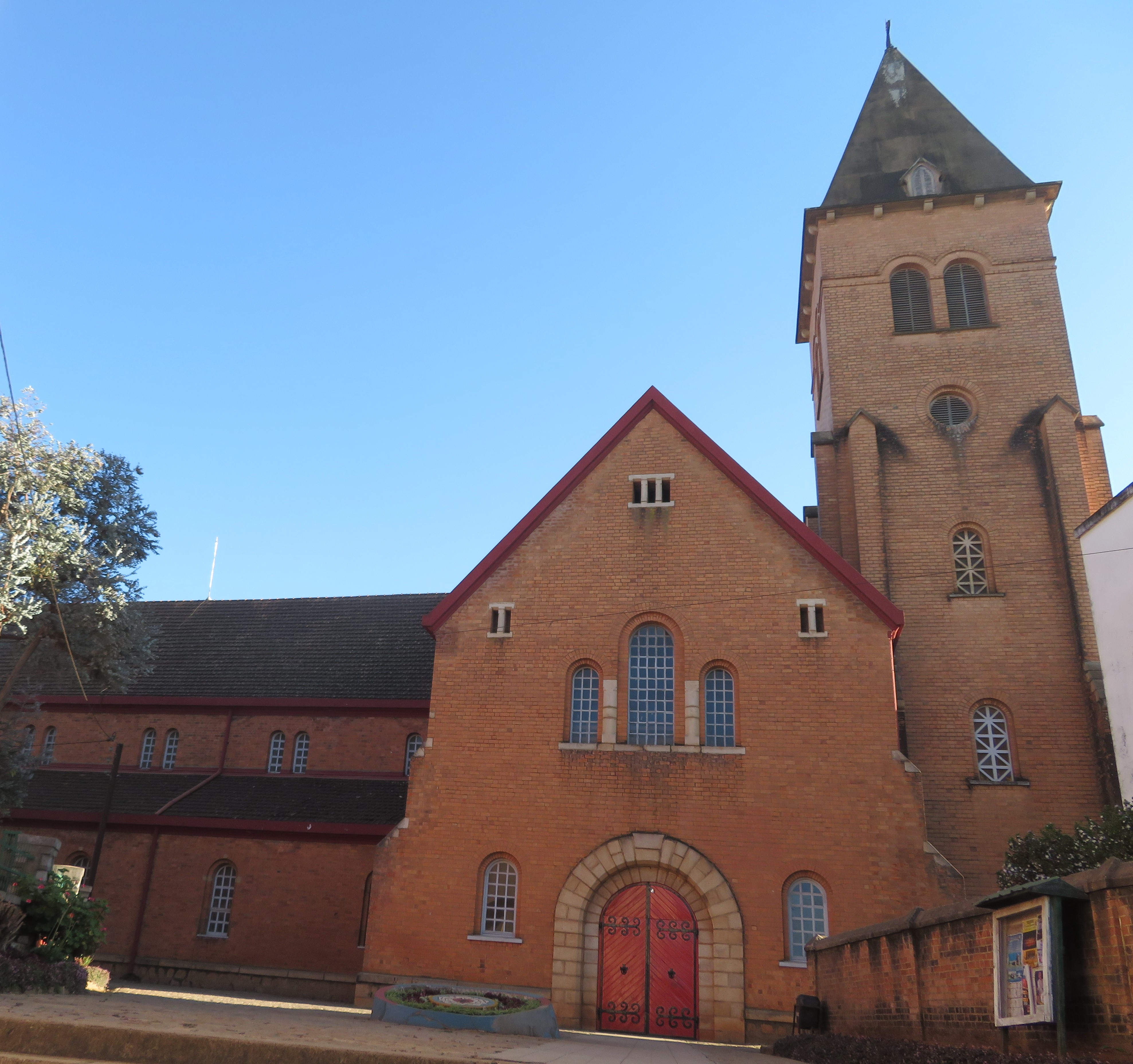
Église luthérienne d'Antsirabe.
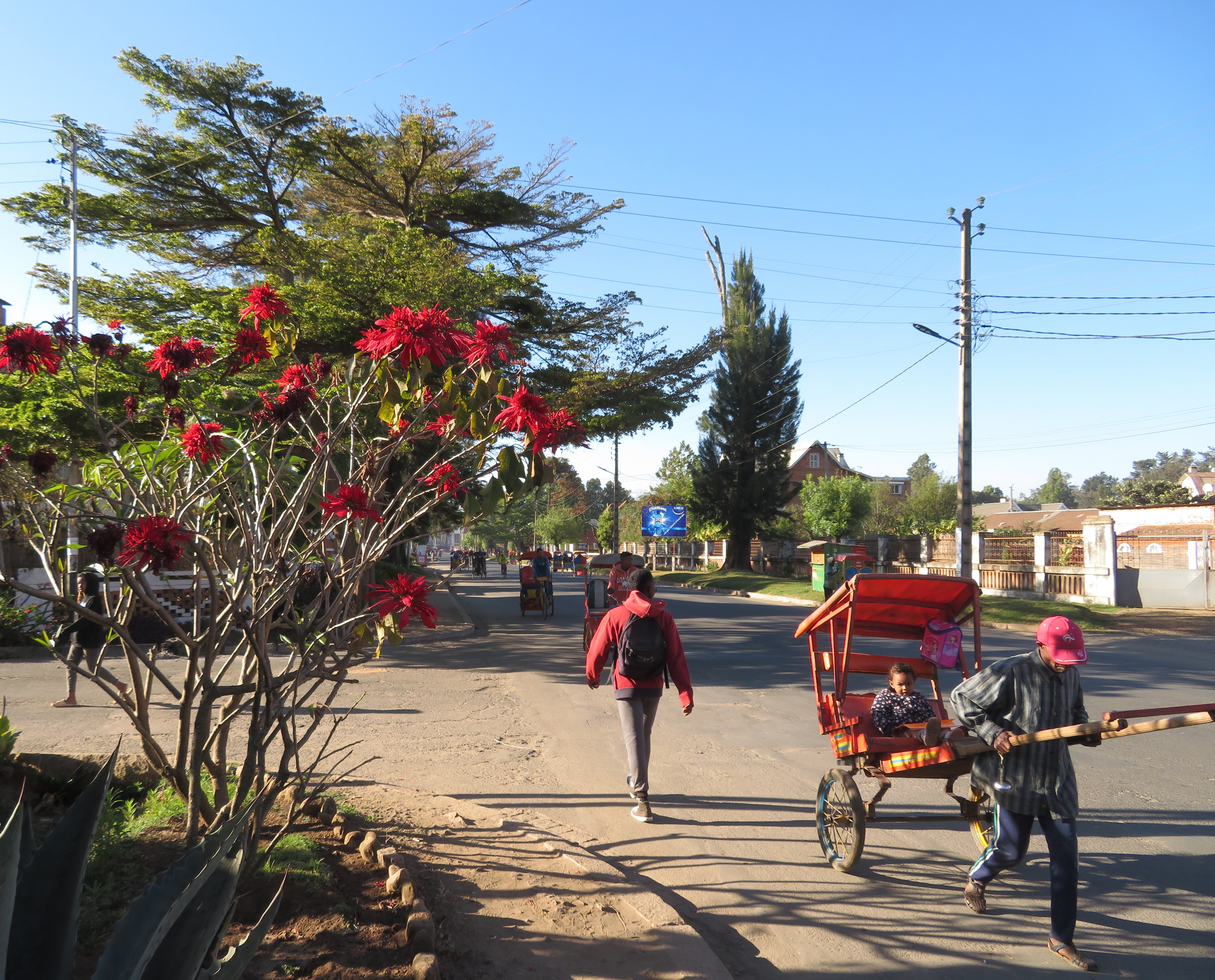
Cyclo-pousse, Rue Joffre.
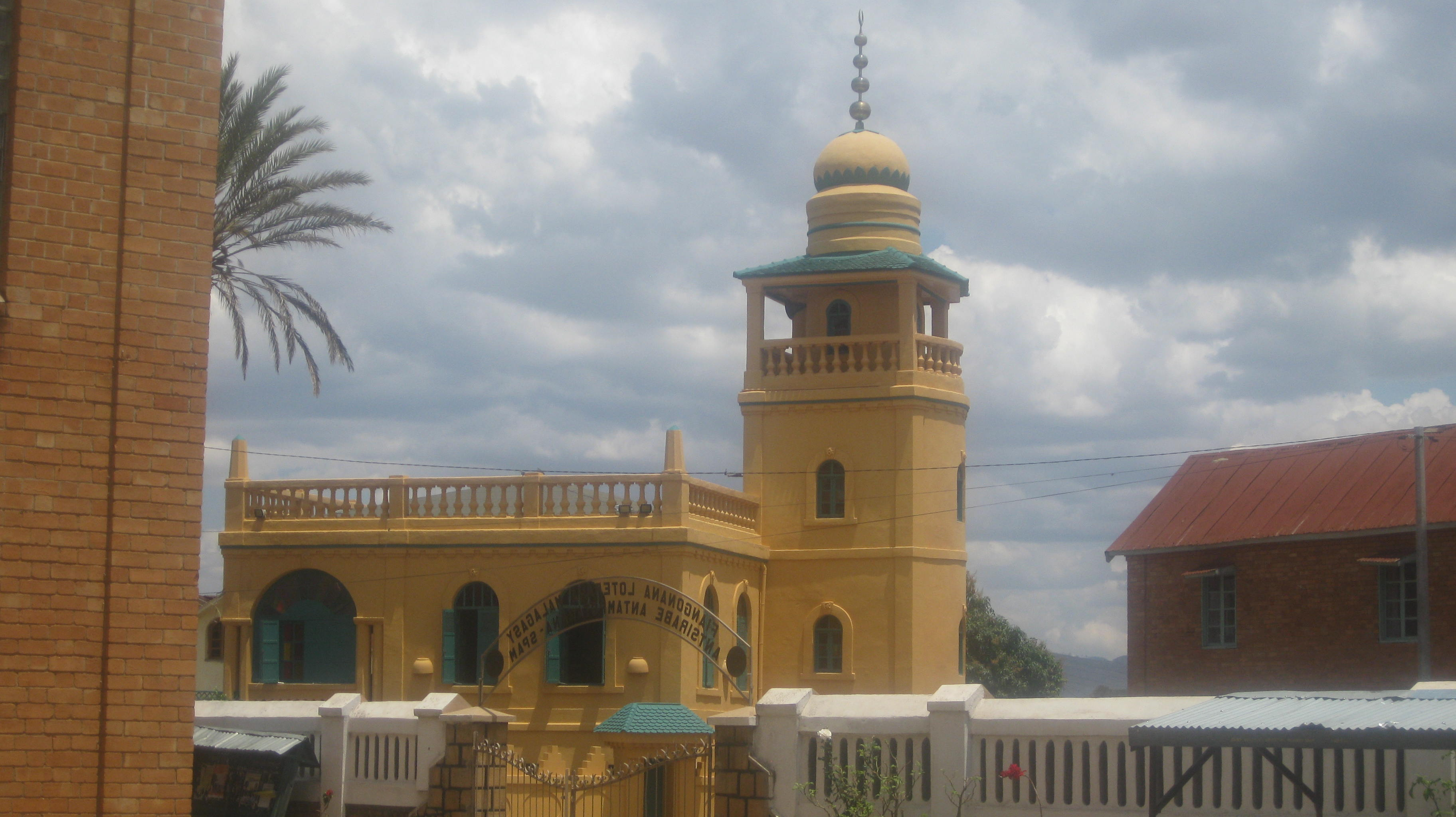
Mosquée d'Antsirabe.
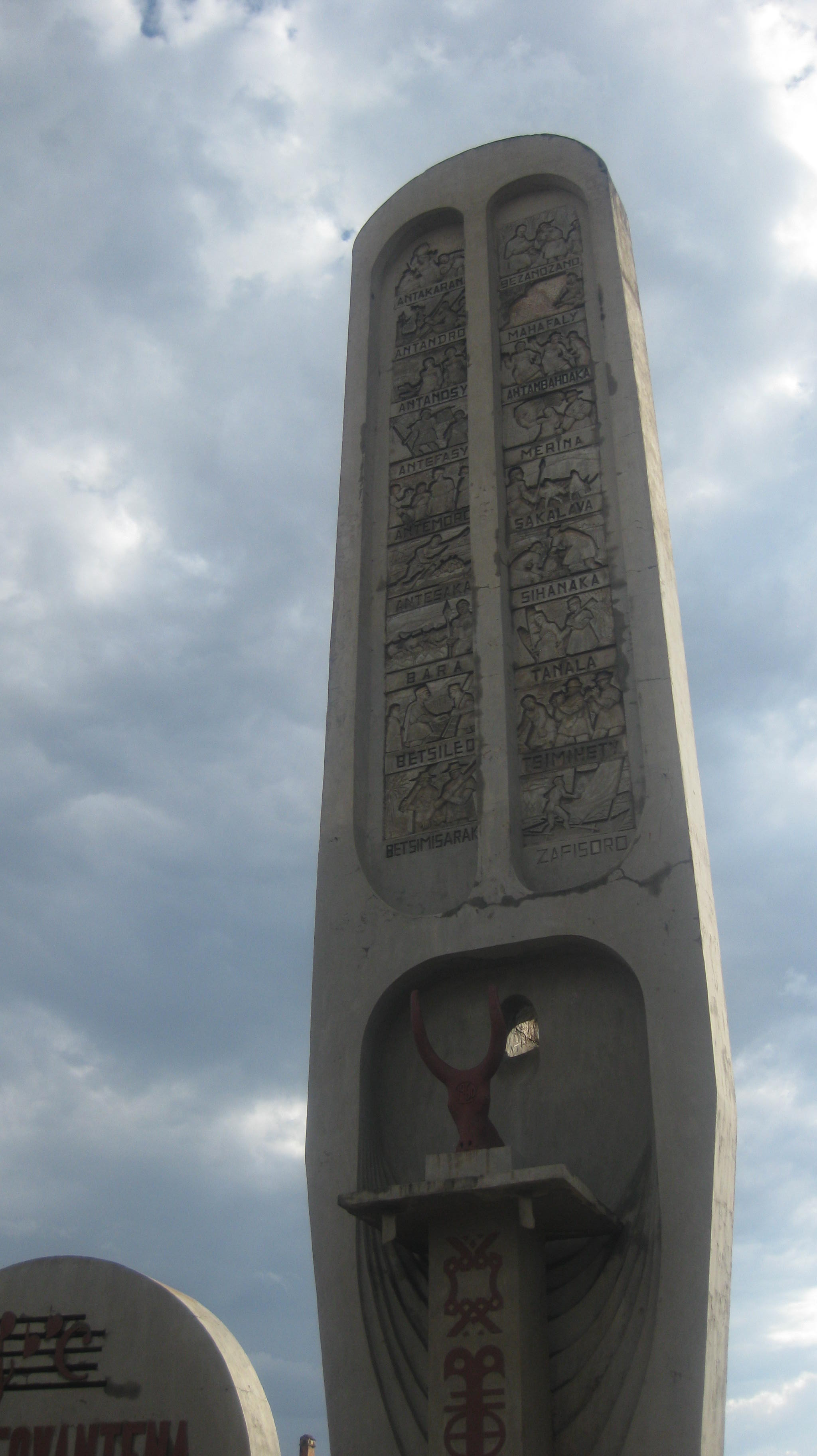
Monument aux ethnies malgaches, Avenue de la gare. Chaque dessin représente une des ethnies de Madagascar.
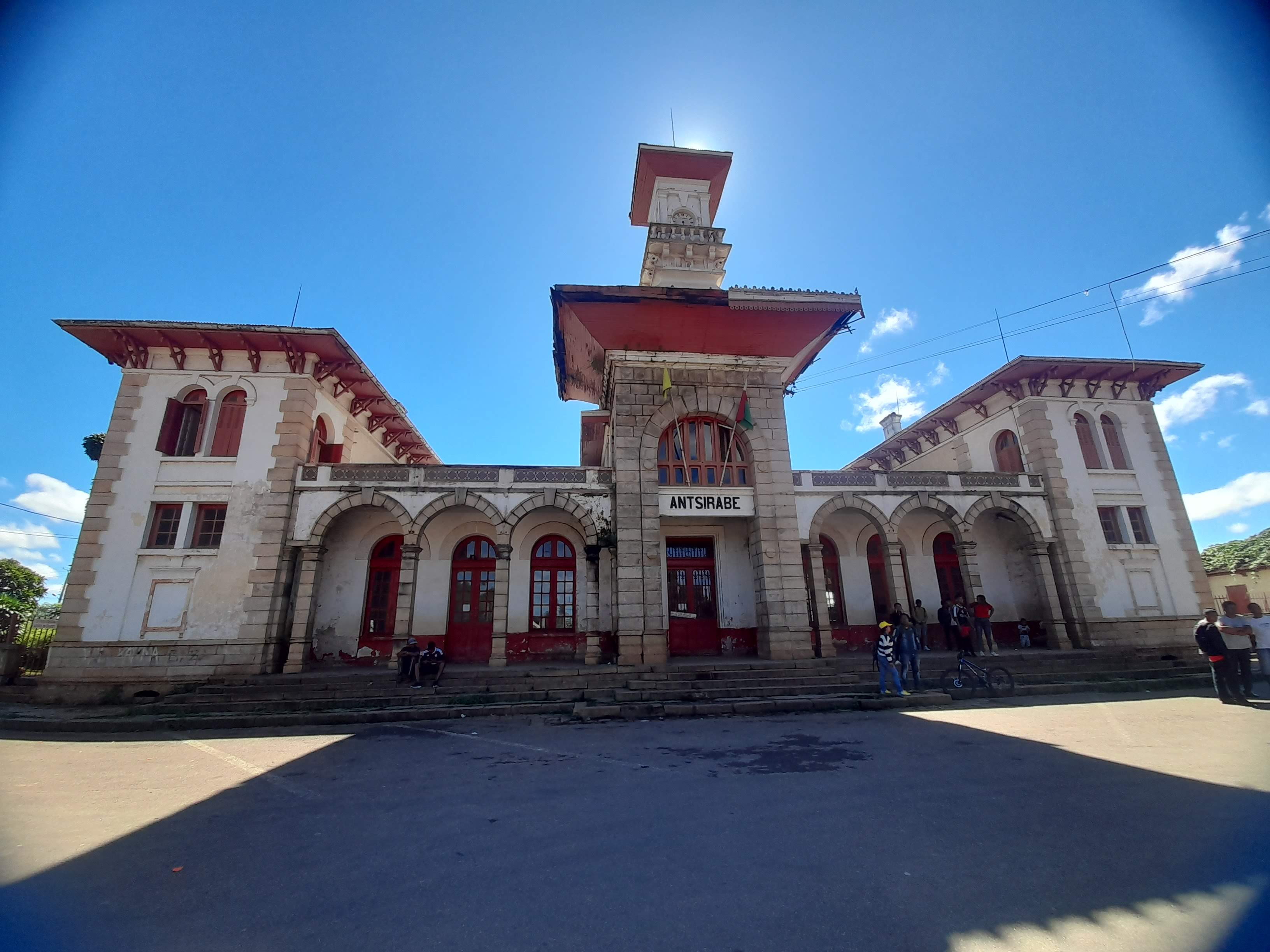
Gare d'Antsirabe, région Vakinankaratra
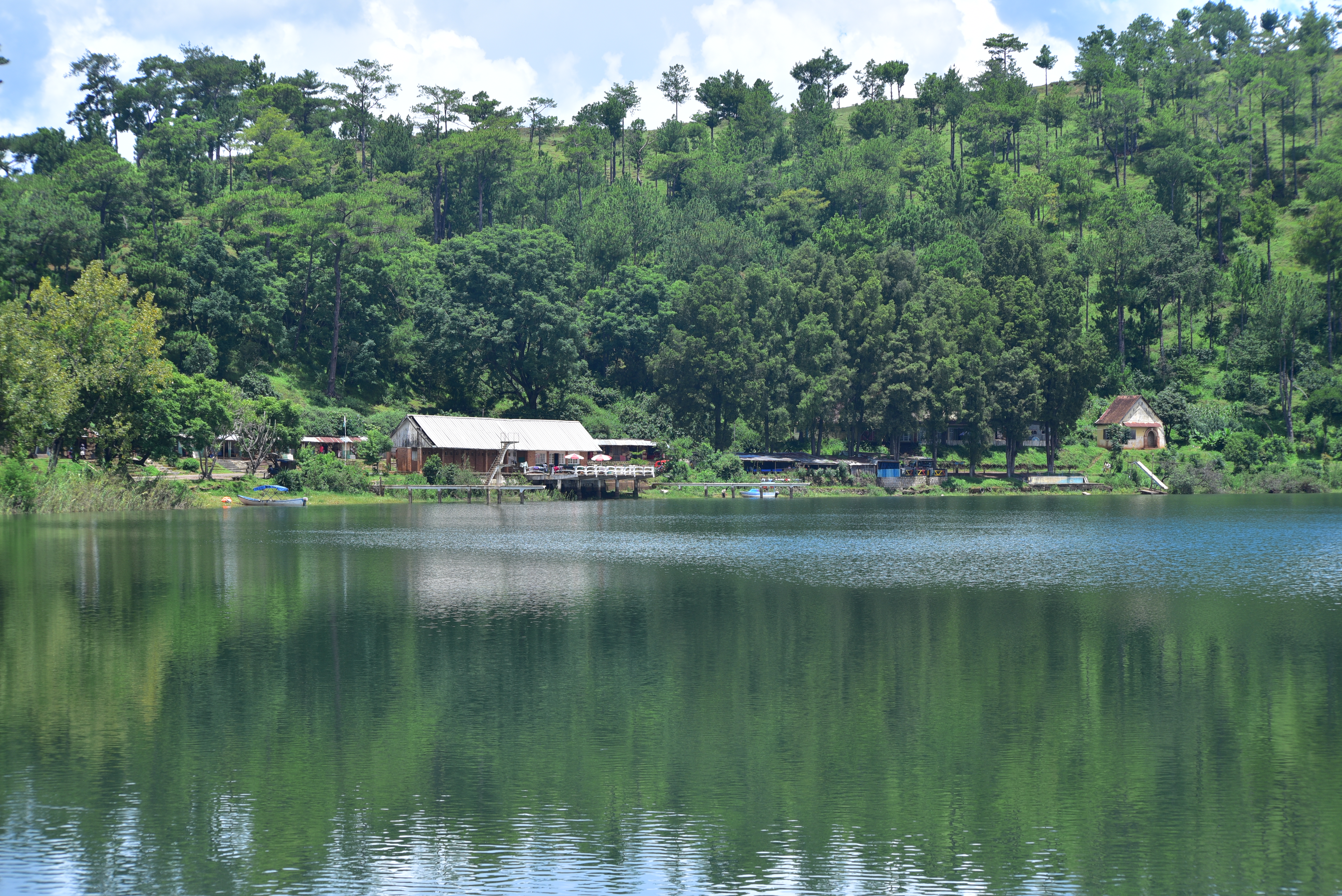
Andraikiba Lake, Antsirabe